# Abrus diversifoliatus
Abrus diversifoliatus là một loài thực vật có hoa trong họ Đậu. Loài này được Breteler miêu tả khoa học đầu tiên.